# Scharte (Geographie)

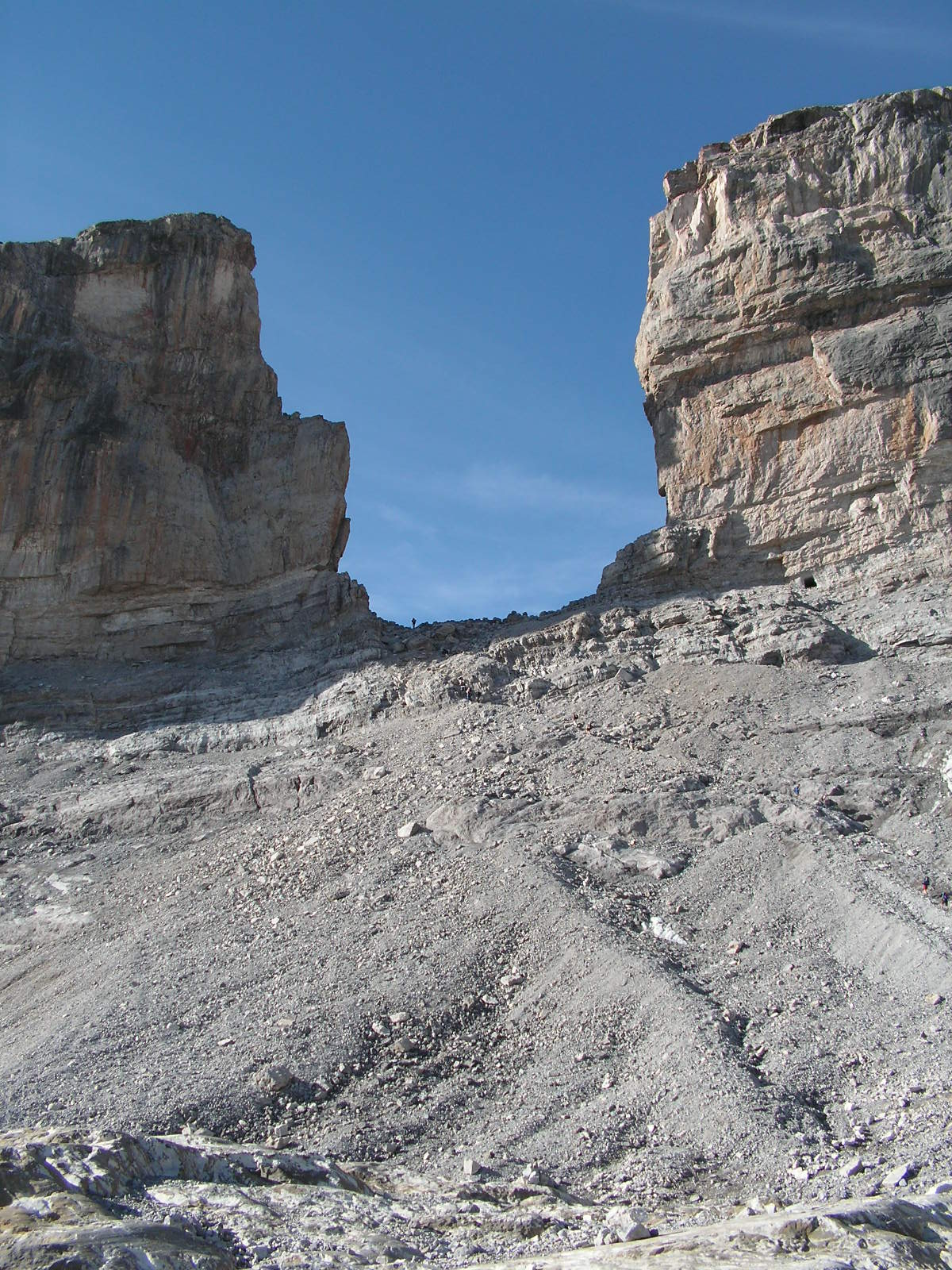
Brèche de Roland in den Pyrenäen

Eine Scharte im geographischen Sinn ist ein Begriff der Geomorphologie und bezeichnet einen Grateinschnitt. Dabei bezeichnet man den Verlauf der Wasserscheide zwischen zwei Bergen bzw. eine markante Geländekante als Grat oder Kamm. Die Schartenhöhe ist ein wichtiges Merkmal zur Beschreibung der Eigenständigkeit eines Berges.
Nur besonders schroffe und abweisende Geländeeinschnitte werden als Scharte bezeichnet, sonst spricht man von Sattel. Sättel sind im Allgemeinen nicht fahrbar, werden aber gelegentlich von Saumpfaden gequert oder im Zuge von Gratüberschreitungen betreten.
So verbindet etwa die höchstgelegene Scharte Österreichs, die „Obere Glocknerscharte“ (3766 m ü. A.), den Klein- (3783 m ü. A.) mit dem Großglockner (3798 m ü. A.), was dem Kleinglockner eine minimale Schartenhöhe von 17 m beschert. Die Scharte ist etwa 8 m breit und verbindet mit einem meist überwechteten, oft nur zwei Fußbreiten schmalen Schneegrat die beiden Gipfel. Die Scharte wird auf dem Normalweg von der Adlersruhe zum Großglockner betreten, sie dient als Ausstieg aus der „Pallavicini-Rinne“ (Eis bis 55 ° steil) von Norden her und wird von Süden so gut wie nie erklettert. Kaum jemand käme auf die Idee, eine Überquerung des Glocknermassivs über diese Scharte durchzuführen.
Die überwiegende Mehrzahl der Scharten ist aber unbenannt und wird so gut wie nie oder nur im Zuge von Gratbegehungen betreten. So bildet jeder Gratturm („Gendarm“) eine Scharte. Viele Doppelgipfel sind durch markante Scharten getrennt. Die Vielzahl von Scharten gab auch dem Lyskamm (Lauskamm) den Namen.
Die Grenze zu anderen Namen für Grateinschnitte wie Joch oder Sattel („Col“) ist fließend und lokal stark variierend.
Weitere bekannte Scharten sind:
- „Langkofelscharte“ in der Langkofelgruppe
- die „Brèche-nord des Dames Anglaises“ (etwa 3.600 m) und der „Col de Peuterey“ (3934 m s.l.m.) am Peutereygrat am Mont Blanc
- „Hohe Dachsteinscharte“ (2874 m ü. A.) zwischen Hohem und Niederem Dachstein.
- die Scharten zwischen den fünf Punkten über 4000 m im „Teufelsgrat“ auf den Mont Blanc du Tacul
- die Brèche de Roland in den Pyrenäen
- „Bettlerscharte“ in der Venedigergruppe
- die Saxerlücke im Alpstein

## Bilder von Scharten

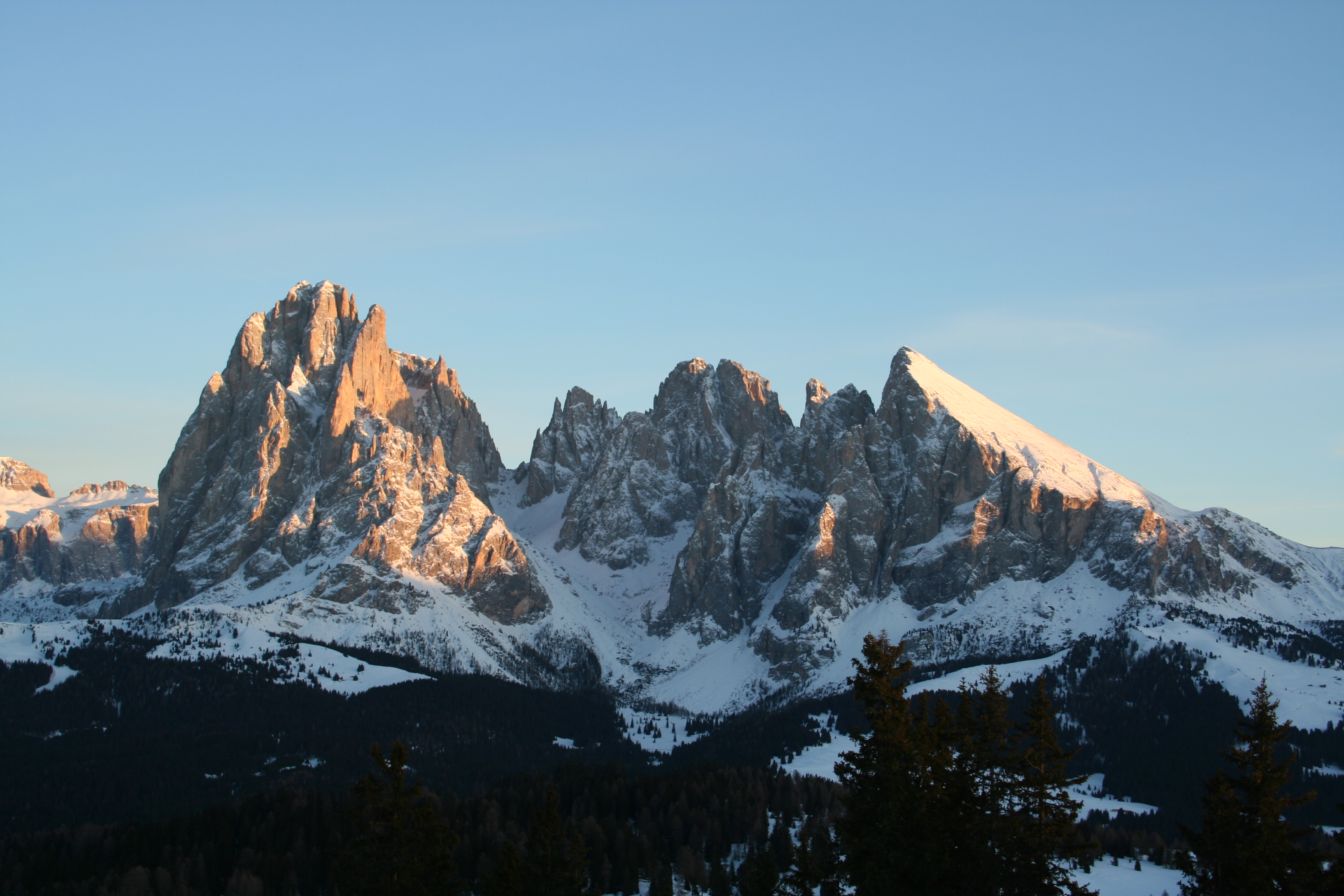
Langkofelgruppe mit der deutlich sichtbaren, markanten Langkofelscharte links der Mitte
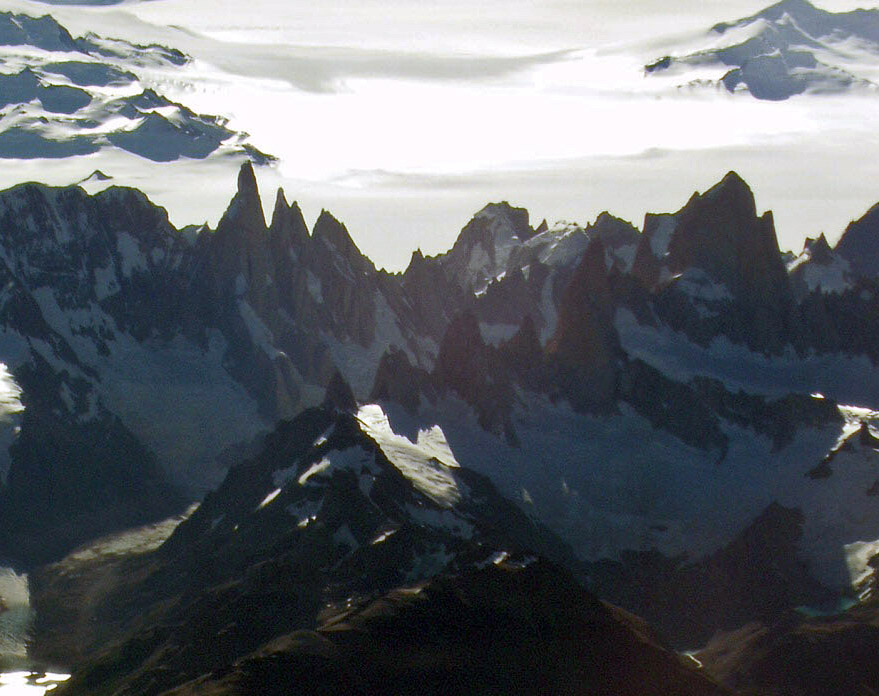
Vielschartiges Massiv Cerro Torre und Fitz Roy